# اونی-له-بوا
اونی-له-بوا (به فرانسوی: Aunay-les-Bois) یک کمون در فرانسه است که در اورن واقع شده‌است. اونی-له-بوا ۸٫۵۳ کیلومتر مربع مساحت دارد ۲۰۰ متر بالاتر از سطح دریا واقع شده‌است.